# Gladys María Bejerano Portela

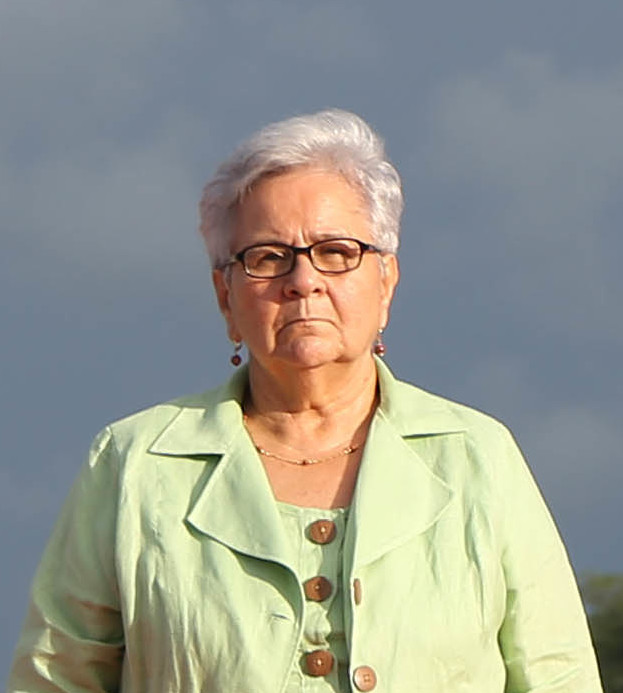
Gladys María Bejerano Portela (2019)

Gladys María Bejerano Portela (* 7. Januar 1947) ist eine kubanische Politikerin der Kommunistischen Partei Kubas (PCC), die unter anderem von 2009 bis 2019 Vizepräsidentin des Staatsrates war.

## Leben
Gladys María Bejerano Portela übernahm im Mai 2006 von Lina Olinda Pedraza Rodríguez den Posten als Ministerin für Rechnung und Kontrolle (Ministro de Auditoría y Control) im Ministerrat Kubas. Das erst 2001 geschaffene Ministerium wurde im August 2009 aufgelöst und das Amt des Generalkontrolleurs (Contraloría General) geschaffen, das sie als bisherige Ministerin übernahm. Sie bekleidete das Amt fast 15 Jahre lang bis zum 19. Juli 2024. Sie fungierte des Weiteren zwischen dem 11. September 2009 und dem 10. Oktober 2019 als Vizepräsidentin des Staatsrates (Consejo de Estado).
Als Generalkontrolleurin übergab sie am 18. Oktober 2022 dem Präsidenten der Nationalversammlung der Volksmacht ANPP (Asamblea Nacional del Poder Popular), Esteban Lazo, den Entwurf des „Gesetzes des Obersten Rechnungsprüfers der Republik Kuba und des Systems der höheren Kontrolle öffentlicher Mittel und der Verwaltungsverwaltung“. Zu den Zielen dieses Gesetzesentwurfs zählen insbesondere die Einhaltung der Verfassungsvorschriften, Kontinuität des schrittweisen und nachhaltigen Prozesses der Schaffung einer Kontroll- und Präventionskultur in den Verwaltungen, die Stärkung ethischen Verhaltens, partizipatorischer Kontrollsysteme und transparenter Rechenschaftspflicht, Ausdruck des politischen Willens des kubanischen Staates und der kubanischen Regierung, mit dem Ziel, einen Beitrag zu leisten zu einer effizienten und effektiven Verwaltungsführung. Zu Beginn der zehnten Sitzungsperiode der zehnten Legislaturperiode der Nationalversammlung der Volksmacht legte sie am 13. Dezember 2022 den Rechenschaftsbericht der Contraloría General vor, der nach der Durchführung der XIV. Nationalen Überprüfung der internen Kontrolle im ganzen Land erstellt wurde. Durch Konformitätsprüfungen wurden die Anwendung und Auswirkungen der von der Regierung ergriffenen Maßnahmen überprüft, um zur Stärkung der Staatsunternehmen beizutragen. Ein von ihr am 15. Juli 2024 vorgelegter weiterer Bericht veranschaulichte unter anderem die festgestellten Probleme, mangelhafte interne Kontrollmaßnahmen und Verfahrensverstöße. In diesem Zusammenhang wurde die Verantwortung der Spitzenbeamten der Einheiten bei der Ausführung des Haushalts hervorgehoben.